# مقاطعة كلارك (كنتاكي)
مقاطعة كلارك (بالإنجليزية: Clark County)‏ هي إحدى المقاطعات في ولاية كنتاكي في الولايات المتحدة الأمريكية.

## أعلام
- إسحاق بورنس ميرفي
- جيمس دبليو. ماكميلان
- جويل تانر هارت
- روجر هانسون
- إسحاق فانك